# Bräfullen
Bräfullen är en sjö i Ale kommun i Västergötland och ingår i Göta älvs huvudavrinningsområde. Sjön ligger i vildmarksområdet Risveden och avvattnas av Sörån (Slereboån) som rinner ut i Grönån strax väster om Blinneberg, Slittorp och Färdsle.